# Páramo del Arroyo
Páramo del Arroyo es la denominación de un antiguo municipio, código INE- , corresponde tanto a una localidad como a una entidad local menor, comunidad autónoma de Castilla y León, provincia de Burgos (España). Está situada en la comarca de Alfoz de Burgos y en la actualidad depende del Ayuntamiento de Alfoz de Quintanadueñas.

## Símbolos
El escudo heráldico que representa a la entidad local menor fue aprobado el 22 de febrero de 2008 y su blasón el siguiente:

«Cuartelado 1.º y 4.º de gules, con castillo de oro de tres torres en el 1.º y en el 4.º dos espigas de trigo. En el 2.º cuartel de plata, un roble natural y al pie de su tronco un lobo de sable pasante. En el 3.º de plata una oveja pastando de raza churra.»
Boletín Oficial de Castilla y León nº 108 de 8 de junio de 2010

## Superficie

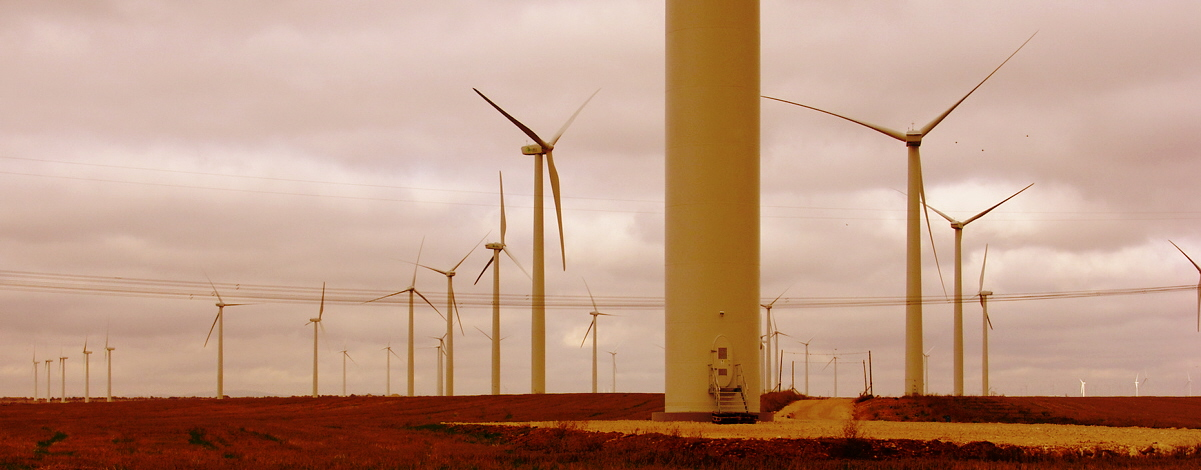
Parque eólico en Páramo del Arroyo.

El antiguo municipio tenía una extensión superficial de 990 hectáreas.

## Demografía
| Gráfica de evolución demográfica de Páramo del Arroyo entre 1842 y 1970 |
| |
| Población de derecho según los censos de población del INE Población de hecho según los censos de población del INEEn estos censos se denominaba Páramo: 1842, 1857, 1860, 1877, 1887, 1897, 1900 y 1910. Entre el censo de 1981 y el anterior, este municipio desaparece porque se agrupa en el municipio Alfoz de Quintanadueñas. |

## Situación
En el escarpado valle formado por el arroyo del Páramo, afluente del río Úrbel cerca de Tardajos. Dista 4 km de la capital del municipio, Quintanadueñas. Linda al nordeste con la localidad de Marmellar de Abajo.

## Historia
Lugar que formaba parte del Alfoz y Jurisdicción de Burgos en el partido de Burgos, uno de los 14 que formaban la Intendencia de Burgos durante el periodo comprendido entre 1785 y 1833, tal como se recoge en el Censo de Floridablanca de 1787. Tenía jurisdicción de realengo con alcalde pedáneo.